# 塔拉瓦號航空母艦
塔拉瓦號航空母艦（USS Tarawa CV-40）是一艘隸屬於美國海軍的航空母艦，為艾塞克斯級航空母艦的廿二號艦，在非官方上亦是長艦體艾塞克斯級的十二號艦。她是美軍第一艘以塔拉瓦為名的美軍艦隻，紀念二次大戰的塔拉瓦戰役。
塔拉瓦號從未參與戰爭。她在第二次世界大戰期間建造，並在1945年下水，但在戰後才正式服役。由於美軍當時的航空母艦過剩，塔拉瓦號在1949年便首次退役。韓戰爆發後，塔拉瓦號於1951年重新服役，但一直留在大西洋及地中海。稍後塔拉瓦號先後改編為攻擊航母及反潛航母，最終在1960年再次退役，改為飛機運輸艦，自此未再出海巡航。1967年塔拉瓦號除籍，於1968年出售拆解。
塔拉瓦號未有進行SCB-27及SCB-125改建，故其仍有建成時的開放式艦艏，亦未有斜角飛行甲板。

## 建造與早年服役
塔拉瓦號於1944年3月1日在諾福克造船廠開始建造，並在1945年5月12日下水。為紀念於塔拉瓦戰役陣亡的海軍陸戰隊，海軍特意在下水儀式上展示陸戰隊登陸塔拉瓦時的軍旗。12月8日，塔拉瓦號正式服役，其時日本已於四個月前向盟軍無條件投降，二次大戰結束，塔拉瓦號無緣參戰。
1946年2月6日，塔拉瓦號前往古巴關塔那摩海域試航，於4月16日返抵諾福克。稍後塔拉瓦號短暫訪問紐約，於4月30日再次返抵諾福克，並進入船廠作最後檢修。6月28日，塔拉瓦號前往美國西海岸，於7月5日途經巴拿馬運河，在15日抵達新母港聖地牙哥。
8月1日，塔拉瓦號首次前往西太平洋，於7日途經珍珠港，然後到關島及塞班島附近執勤。9月29日，塔拉瓦號在橫須賀及佐世保市休整數日，於10月15日抵達青島，並在中國北部海域巡邏。11月塔拉瓦號返回馬里亞納群島巡邏；又於1947年2月24日在瓜加林演習，於4月29日返抵聖地牙哥。稍後塔拉瓦號留在近岸訓練。

## 首次環球航行
1948年10月1日，塔拉瓦號離開聖地牙哥，開始第一次環球航行，以諾福克為終點。塔拉瓦號先與普林斯頓號一同前往夏威夷，於13日抵達珍珠港，然後繼續西進。29日塔拉瓦號與普林斯頓號等抵達青島。其時國共內戰全面展開，艦隊在中國東海巡邏警備。12月6日塔拉瓦號前往香港，並在9日至14日於當地休整，然後途經新加坡（12月19日至23日）、可倫坡（12月29日至1949年1月2日）、巴林（1月7日至10日）、吉達（1月16日至17日）、蘇伊士運河（1月19日至21日）、雅典（1月23日至26日）、伊斯坦堡（1月27日至2月5日）、克里特島蘇達灣（2月6日至8日）及直布羅陀（2月12日至13日），於2月21日返抵諾福克。
環球之旅後，塔拉瓦號前往漢普頓錨地卸載彈藥，預備退役。3月2日，塔拉瓦號前往貝永，並在3月8日進入紐約布魯克林船廠。6月30日，塔拉瓦號退役，並拖行到貝永，於後備艦隊封存。

## 韓戰時期

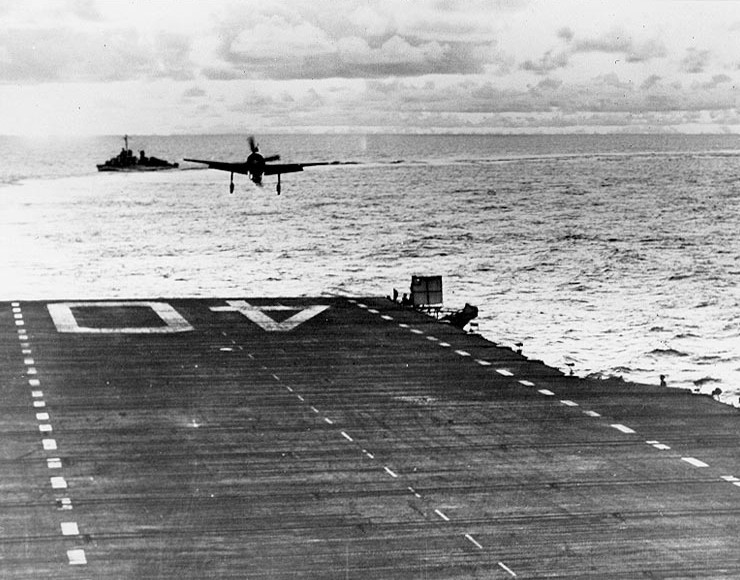
1948年11月，塔拉瓦號在中國東海執勤，一架F8F正在降落。其時國共內戰全面爆發，塔拉瓦號僅在外海警備，未有參與其中。

1950年6月25日，北韓軍隊越過三八線，突襲南韓，韓戰爆發。此時美國海軍現役的航空母艦嚴重不足，故此海軍於11月30日命塔拉瓦號準備重新服役，但最終未有派塔拉瓦號到西太平洋。1951年1月初，塔拉瓦號由貝永拖行到布魯克林船廠準備，並在2月3日於當地再次服役。3月19日，塔拉瓦號在諾福克搭載彈藥，然後到加勒比海試航，途經關塔那摩及太子港，於5月22日返抵諾福克，並在稍後分別到昆錫點、波士頓及梅港等地活動。
11月28日，塔拉瓦號離開昆錫點，前往地中海巡航。12月11日，塔拉瓦號抵達直布羅陀，並在當地接替雷伊泰號。雷伊泰號在上一年參與韓戰，及後返回大西洋執勤。稍後塔拉瓦號依次到訪西西里奧古斯塔灣（12月13日至15日）、康城（12月19日至1952年1月2日）、帕爾馬（1月9日至14日）、奧蘭（1月21日至25日）、巴勒莫（1月31日至2月7日）、熱那亞（2月9日至12日）、那不勒斯（2月14日至17日）、拉斯佩齊亞（2月21日至25日）、那不勒斯（3月6日至9日）、熱那亞（3月15日至26日）、雅典（4月1日至4日）、蘇達灣（4月6日至8日）、伊斯坦堡（4月11日至15日）、及康城（4月22日至27日）。
4月26日，塔拉瓦號在康城期間，胡蜂號意外與霍布森號相撞，驅逐艦沉沒，胡蜂號受損，被迫返回美國修理；　故此海軍延長塔拉瓦號的巡航時間，以待胡蜂號完成修理。5月3日至8日，塔拉瓦號抵達直布羅陀，然後再返回地中海，先後到訪薩丁尼亞島（5月14日至18日）、拉斯佩齊亞（5月23日至26日）及康城（5月28日至30日）。5月24日，胡蜂號再前往大西洋，塔拉瓦號則在6月2日返回直布羅陀，於11日返抵美國，並進入波士頓船廠進行三個月維修。
10月1日，塔拉瓦號被重編為攻擊航母（舷號改為CVA-40）。27日，塔拉瓦號抵達梅港，並在11月2日開放予公眾參觀。11月3日至12月18日，塔拉瓦號再次到加勒比海，然後返回昆錫點，並在23日為92名孤兒開聖誕派對。
1953年1月7日，塔拉瓦號再次到地中海巡航，並在1月20日於奧蘭接替雷伊泰號。稍後塔拉瓦號在2月3日至7日訪問巴勒莫，於11日與意大利海軍交流，接待戰艦安德烈亞·多里亞號（Andrea Doria）的200名官兵；該艦在一戰時期建成，於二戰期間向盟軍投降，戰後被用作訓練艦。2月21日，塔拉瓦號到訪蔚藍海岸的儒昂湾；該處為拿破崙逃離厄爾巴島後登陸之處，並在稍後建立百日王朝。塔拉瓦號稍後前往那不勒斯，於3月10日抵達。24日，塔拉瓦號參與北約六個成員國舉辦的會師行動（Operation Rendezvous）演習，再先後到訪雅典（3月26日至4月2日）、伊斯坦堡（4月3日至10日）、巴塞隆那（4月18日至23日）、胡安灣（4月24日至27日）、阿爾及爾（5月4日至9日）、阿雅克肖（5月12日至18日）、馬賽（5月28日至6月2日）、瓦萊塔（6月8日至12日）、塔蘭托（6月13日）及奧古斯塔灣（6月14日至16日）。6月24日，塔拉瓦號抵達直布羅陀，並在次日為羅斯福號接替，於7月3日返抵諾福克，並在稍後到紐約布魯克林船廠維修。7月27日，朝鮮停戰協定簽訂。

## 第二次環球航行

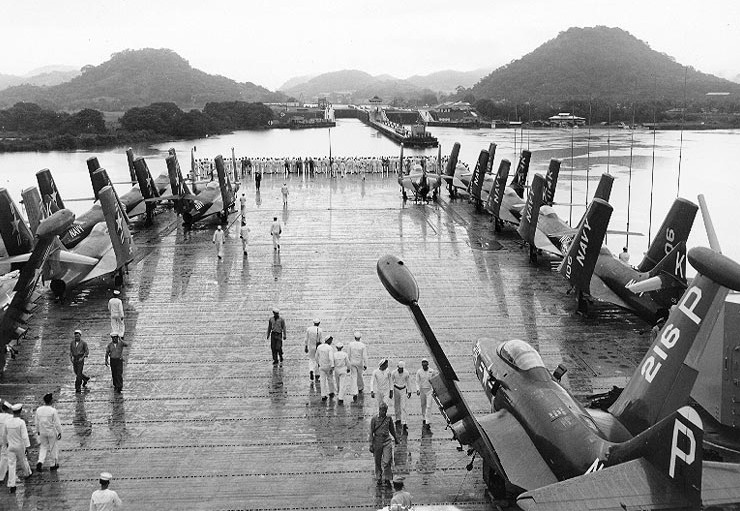
1954年8月31日，塔拉瓦號的第二次環球航行即將完結，正橫渡巴拿馬運河，返回母港昆錫點。塔拉瓦號雖從未參與任何戰爭，卻曾兩次環球航行，並參與多次北約演習。

11月12日，塔拉瓦號離開諾福克，作第二次環球航行。塔拉瓦號先後到訪直布羅陀（11月23日至25日）、阿爾及爾（11月26日至30日）、那不勒斯（12月3日至4日）、拉斯佩齊亞（12月5日至10日）、戛纳（12月18日至28日）、熱那亞（12月28日至1954年1月4日）、瓦倫西亞（1月9日至13日）、塞得港（1月19日）、可倫坡（1月29日至31日）及新加坡（2月4日至7日），在2月15日抵達橫須賀，並與第七艦隊一同執勤。
3月31日至4月4日，塔拉瓦號改到佐世保，然後前往南太平洋，先於4月30日至5月4日到訪雪梨，再於5月5日至9日墨爾本，代表美國參與珊瑚海海戰12周年紀念活動。13日至17日，塔拉瓦號到訪威靈頓，然後向北航行，先後於蘇比克灣（5月28日至29日）、馬尼拉（6月至7月初）及香港（7月13日至18日），然後於菲律賓停留至8月1日，才啟程返國。8月12日至14日，塔拉瓦號抵達珍珠港，於8月19日返抵三藩市。30日塔拉瓦號經巴拿馬運河，在9月4日到梅港卸載航空團，於6日返抵昆錫點，結束環球航行。

## 反潛航母
12月，塔拉瓦號進入波士頓船廠，開始改建為反潛航母，而舷號則到1955年1月10日，才正式改為CVS-40。4月30日，塔拉瓦號完成改建，到外海試航，於6月7日返抵昆錫點。稍後塔拉瓦號到加勒比海作反潛訓練，在7月17日到訪太子港，於26日號返抵昆錫點，並在該處在飛行訓練。
1956年1月5日，塔拉瓦號在加勒比海進行密集的反潛演習，在14日至16日到訪維京群島，又於27日訪問牙買加金斯敦。稍後塔拉瓦號先後到訪關塔那摩（2月2日）及太子港（2月4日至6日），於10日返抵諾福克，並在稍後在昆錫點等地訓練。
6月13日，塔拉瓦號搭載美國海軍學院的學員，然後前往新斯科舍哈利法克斯訓練，於7月6日卸載學員，在7月7日返抵諾福克。11月1日，塔拉瓦號在諾福克近海作反潛演習，並在12月4日至15日訓練海軍陸戰隊飛機於航母降落，然後到波士頓渡聖誕。
1957年1月12日至5月，塔拉瓦號進入波士頓船廠維修，6月至7月則在加勒比海試航及訓練，於8月6日返抵昆錫點。9月3日，塔拉瓦號前往歐洲，於14日塔拉瓦號抵達英國普利茅斯。稍後塔拉瓦號在愛爾蘭海域參與北約大規模海軍演習反擊行動（Operation Strikeback）。美軍共派出6艘航空母艦，除塔拉瓦號外，分別有艾塞克斯號、無畏號、胡蜂號、福萊斯特號及薩拉托加號；戰艦則有艾奧瓦號及威斯康辛號；英國則派出皇家方舟號、鷹號及壁壘號（HMS Bulwark R08）。演習模擬防守GIUK缺口。9月30日至10月11日，塔拉瓦號在鹿特丹休整，但離開時塔拉瓦號與一艘輪船相撞，兩艦輕微損毀。塔拉瓦號在稍後於英倫海峽繼續演習，在22日返抵昆錫點。11月12日，塔拉瓦號在百慕達作反潛巡航，然後到貝永稍作修理，最後返回昆錫點渡聖誕。
1958年1月6日，塔拉瓦號前往加勒比海演習，並先後訪問聖多明哥及西班牙港，在2月7日返抵昆錫點，於稍後到紐約訪問一日。3月11日，塔拉瓦號搭載2,000名陸戰隊，並充當兩棲突擊艦，派軍登陸北卡羅萊納州博格演習。4月塔拉瓦號恢復反潛巡航，又於5月9日在海上作反潛演習。期間美國副總統尼克遜在訪問委內瑞拉時，車隊遭反美示威者襲擊。北卡羅萊納州的陸戰隊即時乘直升機到塔拉瓦號，並預備到委內瑞拉預警，但事件未有引發外交問題，行動最終取消。6月16日，塔拉瓦號搭載200名海軍學院學員及600名西點軍校的少年陸軍，到海上訓練，然後返回昆錫點。
8月7日，塔拉瓦號離開美國，參與在南大西洋的祕密核試及導彈試射：亦即百眼巨人行動（Operation Argus）。美國為此編組了第88特遣艦隊，由塔拉瓦號擔任旗艦。核試後塔拉瓦號經里約熱內盧，於9月30日返抵昆錫點。11月15日，塔拉瓦號恢復反潛巡航，於12月15日返抵昆錫點。
1959年1月至5月，塔拉瓦號分別進行三次反潛巡航，又於7月13日至18日到大西洋與艦隊進行演習。11月30日，塔拉瓦號最後一次離港，測試新式反潛設備，於12月14日返抵昆錫點。海軍於同日宣佈塔拉瓦號即將退役。

## 結局與榮譽
1960年5月13日，塔拉瓦號在費城船廠退役，並加入後備艦隊。1961年5月1日，塔拉瓦號被重編為飛機運輸艦，舷號改為AVT-12，繼續封存。1967年6月1日，塔拉瓦號除籍，並在1968年10月3日出售，在稍後拖到巴爾的摩拆解。
服役期間，塔拉瓦號共獲得以下榮譽：
|  |  |  |
|  |  |  |

| 中國服役獎章： （延長） | 海軍佔領服役獎章： （「亞洲（Asia）」橫扣） （「歐洲（Europe）」橫扣） | 國防部服役獎章     |
| 韓國服役獎章            | 大韓民國總統部隊獎                                                     | 聯合國韓國服役獎章 |